# Carles August de Nassau-Weilburg
Carles August de Nassau-Weilburg (en alemany Karl August von Nassau-Weilburg) va néixer el 17 de setembre de 1685 a Weilburg i va morir el 9 de novembre de 1753 a Heidelberg. Era fill del príncep Joan Ernest de Nassau-Weilburg (1664-1719) i de Maria Polyxena de Leiningen-Dagsburg-Hartenburg (1662-1725).

## Matrimoni i fills
El 1723 es va casar amb Frederica Augusta de Nassau-Idstein (1699-1750), filla del príncep Jordi August de Nassau-Idstein (1665-1721) i d'Enriqueta Dorotea d'Oettingen (1672-1728). El matrimoni va tenir set fills:
- Enriqueta Maria (1724)
- Enriqueta Augusta (1726-1757).
- Lluïsa (1727).
- Cristina Lluïsa (1728-1732)
- Cristina Lluïsa Carlota (1730-1732)
- Lluïsa Polyxena (1733-1764), casada amb el príncep Simó August de Lippe-Dertmold.
- Carles Cristià (1735-1788), príncep de Nassau-Weilburg, casat primer amb la princesa Carolina d'Orange-Nassau i després amb Barbara Giessen von Kirchheim